# Scaligera Basket Verona
El Scaligera Basket Verona, también conocido como Tezenis Verona por motivos de patrocinio, es un club de baloncesto italiano con sede en la ciudad de Verona, en Véneto. Compite en la Serie A2 Este, la segunda categoría del baloncesto en Italia. Disputa sus encuentros como local en el pabellón PalaOlimpia con capacidad para 5.350 espectadores.

## Historia
Fue fundado en 1951 y durante varias décadas militó en la máxima categoría del baloncesto de elite transalpino hasta que desapareció en 2002 víctima de los graves problemas financieros que arrastraba.
Fue refundado en 2007 bajo el nombre de A.S.D. Basket Scaligero participando hasta la temporada 2009/10 en campeonatos amateurs. En julio de 2010 se confirmó su inclusión en la Legadue, segunda competición en importancia del baloncesto profesional italiano, anunciándose además que volvía a adoptar su denominación tradicional de Scaligera Basket.

## Posiciones en Liga
| Temporada | Nivel | Liga                 | Pos. | J     | PL       | Resultado        | Competiciones europeas   |
| --------- | ----- | -------------------- | ---- | ----- | -------- | ---------------- | ------------------------ |
| 1986-87   | 2     | Serie A2             | 16   | 9-21  |          | Desciende        |                          |
| 1987-88   | 3     | Serie B d'Eccellenza | 1    | 27-3  |          | Asciendecampeón  |                          |
| 1988-89   | 2     | Serie A2             | 5    | 16-14 |          |                  |                          |
| 1989-90   | 2     | Serie A2             | 3    | 19-11 |          |                  |                          |
| 1990-91   | 2     | Serie A2             | 1    | 25-5  |          | Asciendecampeón  |                          |
| 1991-92   | 1     | Serie A1             | 12   | 11-19 | [ n. 1 ] | Desciende        | 2 Copa de Europa SF      |
| 1992-93   | 2     | Serie A2             | 2    | 21-9  |          | Asciende         |                          |
| 1993-94   | 1     | Serie A1             | 4    | 20-10 | 3-2      | Semifinales      |                          |
| 1994-95   | 1     | Serie A1             | 7    | 18-14 | 2-3      | Cuartos de final | 3 Copa Korać TOP16       |
| 1995-96   | 1     | Serie A1             | 10   | 15-17 | 1-2      | Octavos de final |                          |
| 1996-97   | 1     | Serie A1             | 5    | 16-10 | 6-4      | Semifinales      | 2 Eurocopa de la FIBA FN |
| 1997-98   | 1     | Serie A1             | 5    | 16-10 | 0-2      | Octavos de final | 3 Copa Korać C           |
| 1998-99   | 1     | Serie A1             | 12   | 9-17  | 1-2      | Octavos de final |                          |
| 1999-00   | 1     | Serie A1             | 12   | 11-19 | 5-4      | Semifinalista    |                          |
| 2000-01   | 1     | Serie A1             | 10   | 15-19 |          |                  | 3 Copa Korać R32         |
| 2001-02   | 1     | Serie A1             | 15   | 13-23 |          | Descendido       |                          |
| 2008-09   | 4     | Serie B2             | 2    |       |          | Ascenso          |                          |
| 2009-10   | 3     | Serie A amadora      | 6    | 15-13 | 0-2      | Ascenso          |                          |
| 2010-11   | 2     | Legadue              | 15   | 11-19 |          |                  |                          |
| 2011-12   | 2     | Legadue              | 11   | 12-16 |          |                  |                          |
| 2012-13   | 2     | Legadue              | 6    | 15-13 | 1-3      | Cuartos de final |                          |
| 2013-14   | 2     | DNA Gold             | 3    | 20-10 | 4-5      | Semifinales      |                          |
| 2014-15   | 2     | Serie A2 Gold        | 1    | 22-4  | 1-3      | Cuartos de final |                          |
| 2015-16   | 2     | Serie A2             | 8    | 16-14 | 0-3      | Cuartos de final |                          |
| 2016-17   | 2     | Serie A2             | 8    | 17-13 | 3-5      | Cuartos de final |                          |
| 2017-18   | 2     | Serie A2             | 6    | 18-12 | 4-3      | Cuartos de final |                          |

fuente:«eurobasket.com». basketball.eurobasket.com.
1. ↑  Descendido tras los playouts
2. ↑  Descendido por problemas económicos
3. ↑  Compró los derechos del Pallacanestro Pavia.

## Palmarés
- Campeón de la Copa de Italia en 1991.
- Subcampeón de la Copa de Italia en 1994 y 1996.
- Campeón de la Supercopa de Italia en 1996.
- Campeón de la Copa Korac en 1998.
- Subcampeón de la Copa Saporta en 1997.
- Campeón de la LNP Cup en 2015.

## Nombres
- Vicenzi Biscotti (1974-1984)
- Citrosil (1985-1987)
- Glaxo (1989-1994)
- Birex (1994-1995)
- Mans Jeans (1995-1998)
- Muller (1998-1999)
- Scaligera Muller (1999-2007)
- Banco Pop. di Verona (2007-2008)
- Tezenis Scaligera Verona (2008-)

## Jugadores destacados
| - Davide Bonora - Giuseppe Brumatti - Sandro Brusamarello - Roberto Bullara - Riccardo Caneva - Claudio Capone - Andrea De Nicolao - Francesco Fischetto - Vittorio Gallinari - Lino Lardo - Aniello Laezza - David Londero - Claudio Malagoli - Riccardo Morandotti - Giacomo Galanda - Matteo Nobile - Alessandro Frosini - Alessandro Boni - Andrea Camata - Paolo Moretti | - Rodolfo Rombaldoni - Giampiero Savio - Roberto Dalla Vecchia - Giampaolo Zamberlan - - Antonio Porta - - Dimitri Lauwers - Leo Rautins - Joachim Jerichow - Diego Fajardo - David Arigbabu - Hansi Gnad - Mareks Jurevičus - Miroslav Berić - Dražen Dalipagić - Dušan Vukčević - A.J. Abrams - Corey Albano - James Bailey - Jay Bilas - Louis Bullock | - Craig Callahan - Marty Conlon - Corey Crowder - Bill Edwards - Shane Edwards - Bill Garnett - Sylvester Gray - - Mike Hall - Conner Henry - - Mike Iuzzolino - Titus Ivory - Tim Kempton - Randolph Keys - - Olaseni Lawal - Ryan Lorthridge - Richard McConnell - - Donnie McGrath - Scott Meents - Darryl Monroe - Sebastian Neal | - Victor Page - Casey Schmidt - Russ Schoene - Jerry Smith - Quincy Taylor - Jeff Trepagnier - Henry Turner - Keith Waleskowski - Spud Webb - Mario West - Trevor Wilson - Henry Williams |